# Cyathea dejecta
Cyathea dejecta är en ormbunkeart som först beskrevs av Bak., och fick sitt nu gällande namn av Maarten J.M. Christenhusz. Cyathea dejecta ingår i släktet Cyathea och familjen Cyatheaceae. Inga underarter finns listade.